# Miogryllodes panamae
Miogryllodes panamae är en insektsart som beskrevs av Morgan Hebard 1928. Miogryllodes panamae ingår i släktet Miogryllodes och familjen syrsor. Inga underarter finns listade i Catalogue of Life.